# Menken
Menken ist ein deutscher Familienname.

## Varianten
- Meinke, Mencke, Menk, Menke, Menkes

## Namensträger
- Adah Isaacs Menken (ca. 1835–1868), US-amerikanische Schauspielerin
- Anastasius Ludwig Menken, alternativ zu Anastasius Ludwig Mencken (1752–1801), preußischer Kabinettsrat
- Alan Menken (* 1949), US-amerikanischer Komponist
- August Menken (1858–1903), deutscher Architekt
- Clemens Menken (1812–1907), deutscher Jurist und Mitglied des Deutschen Reichstags
- Eugen Menken (1929–2008), deutscher Richter
- Gottfried Menken (Theologe) (1768–1831), deutscher Theologe
- Gottfried Menken (Maler) (1799–1838), deutscher Maler
- Heinrich Menken (19. Jahrhundert), deutscher Weinhändler, Firma H. Menken (19. Jh.–1988)
- Helen Menken (1901–1966), US-amerikanische Schauspielerin
- Johann Heinrich Menken (1766–1838), deutscher Maler
- Marie Menken (1909–1970), US-amerikanische Schriftstellerin, Journalistin und Filmemacherin
- Renate Menken (* 1943), deutsche Apothekerin